# Lista siturilor arheologice din județul Constanța - G
Lista siturilor arheologice din județul Constanța - G conține toate siturile arheologice din județul Constanța înscrise în Repertoriul Arheologic Național (RAN) și aflate în localități al căror nume începe cu litera G. RAN este administrat de Ministerul Culturii și Patrimoniului Național și cuprinde date științifice, cartografice, topografice, imagini și planuri, precum și orice alte informații privitoare la zonele cu potențial arheologic, studiate sau nu, încă existente sau dispărute.
Puteți căuta un sit din localitățile care încep cu litera G folosind formularul de mai jos sau puteți naviga prin toate siturile din județ la Lista siturilor arheologice din județul Constanța.
| Cod RAN                                  | Denumire | Localitate                               | Adresă                | Datare                            | Descoperit | Coordonate                                    | Imagine           | Erori            |
| ---------------------------------------- | --- | ---------------------------------------- | --------------------- | --------------------------------- | ---------- | --------------------------------------------- | ----------------- | ---------------- |
| 62583.01.01                              | Situl arheologic de la Galița - "Dealul Dervent" / ansamblu anonim (Categorie: locuire civilă) (Tip: Locuire)                 | sat Galița, comuna Ostrov                | Dealul Dervent        |                                   |            |                                               | Încărcați imagine | Raportați eroare |
| 62583.01.02                              | Situl arheologic de la Galița - "Dealul Dervent" / ansamblu anonim (Categorie: locuire civilă) (Tip: Locuire)                 | sat Galița, comuna Ostrov                | Dealul Dervent        |                                   |            |                                               | Încărcați imagine | Raportați eroare |
| 62583.01.03                              | Situl arheologic de la Galița - "Dealul Dervent" / ansamblu anonim (Categorie: locuire civilă) (Tip: Locuire)                 | sat Galița, comuna Ostrov                | Dealul Dervent        |                                   |            |                                               | Încărcați imagine | Raportați eroare |
| 62583.01.04                              | Situl arheologic de la Galița - "Dealul Dervent" / ansamblu anonim (Categorie: locuire civilă) (Tip: Așezare)                 | sat Galița, comuna Ostrov                | Dealul Dervent        |                                   |            |                                               | Încărcați imagine | Raportați eroare |
| 62583.01.05                              | Situl arheologic de la Galița - "Dealul Dervent" / ansamblu anonim (Categorie: locuire civilă) (Tip: Fortificație)            | sat Galița, comuna Ostrov                | Dealul Dervent        | sec. X-XII                        |            |                                               | Încărcați imagine | Raportați eroare |
| 62583.02.01 (Cod LMI: CT-I-s-B-02662)    | Așezarea medievală de la Galița - "Valea Cuiugiuc" / ansamblu anonim (Categorie: locuire civilă) (Tip: Așezare)               | sat Galița, comuna Ostrov                | La gura Văii Cuiugiuc | sec. X                            |            |                                               | Încărcați imagine | Raportați eroare |
| 61595.01.01 (Cod LMI: CT-I-s-B-02663)    | Așezarea rurală romană de la Gălbiori / ansamblu anonim (Categorie: locuire civilă) (Tip: Așezare rurală)                     | sat Gălbiori, comuna Crucea              |                       | sec. I-VI                         |            |                                               | Încărcați imagine | Raportați eroare |
| 61595.02.01 (Cod LMI: CT-I-s-A-02664)    | Tumulii de la Gălbiori / ansamblu Tumuli orientați NE - SV (Categorie: descoperire funerară) (Tip: Grup de tumuli)            | sat Gălbiori, comuna Crucea              |                       |                                   |            | 44°28′50″N 28°15′49″E / 44.48048°N 28.2636°E  | Încărcați imagine | Raportați eroare |
| 61489.01.01 (Cod LMI: CT-I-m-B-02668.01) | Situl arheologic de la General Scărișoreanu - "Movila de cenușă" / ansamblu anonim (Categorie: locuire civilă) (Tip: Așezare) | sat General Scărișoreanu, comuna Amzacea | Movila de cenușă      | sec. I-III                        |            |                                               | Încărcați imagine | Raportați eroare |
| 61489.01.02 (Cod LMI: CT-I-m-B-02668.02) | Situl arheologic de la General Scărișoreanu - "Movila de cenușă" / ansamblu anonim (Categorie: locuire civilă) (Tip: Așezare) | sat General Scărișoreanu, comuna Amzacea | Movila de cenușă      | geto-dacică sec. IV - I a.Chr     |            |                                               | Încărcați imagine | Raportați eroare |
| 61489.01.03 (Cod LMI: CT-I-m-B-02668.03) | Situl arheologic de la General Scărișoreanu - "Movila de cenușă" / ansamblu anonim (Categorie: locuire civilă) (Tip: Tumuli)  | sat General Scărișoreanu, comuna Amzacea | Movila de cenușă      |                                   |            |                                               | Încărcați imagine | Raportați eroare |
| 61853.01.01 (Cod LMI: CT-I-s-B-02669)    | Fortificația romană de la Ghindărești- La Cetate / ansamblu anonim (Categorie: locuire militară) (Tip: Fortificație)          | sat Ghindărești, comuna Ghindărești      | La Cetate             | sec. I-VI                         |            |                                               | Încărcați imagine | Raportați eroare |
| 61853.02.01 (Cod LMI: CT-I-m-B-02670.04) | Situl arheologic de la Ghindărești - "Tunel" / ansamblu anonim (Categorie: locuire civilă) (Tip: Locuire)                     | sat Ghindărești, comuna Ghindărești      | Tunel                 | mil. IV a. Chr.                   |            |                                               | Încărcați imagine | Raportați eroare |
| 61853.02.02 (Cod LMI: CT-I-m-B-02670.03) | Situl arheologic de la Ghindărești - "Tunel" / ansamblu anonim (Categorie: locuire civilă) (Tip: Locuire)                     | sat Ghindărești, comuna Ghindărești      | Tunel                 |                                   |            |                                               | Încărcați imagine | Raportați eroare |
| 61853.02.03 (Cod LMI: CT-I-m-B-02670.02) | Situl arheologic de la Ghindărești - "Tunel" / ansamblu anonim (Categorie: locuire civilă) (Tip: Locuire)                     | sat Ghindărești, comuna Ghindărești      | Tunel                 |                                   |            |                                               | Încărcați imagine | Raportați eroare |
| 61853.02.04 (Cod LMI: CT-I-m-B-02670.01) | Situl arheologic de la Ghindărești - "Tunel" / ansamblu anonim (Categorie: locuire civilă) (Tip: Locuire)                     | sat Ghindărești, comuna Ghindărești      | Tunel                 | sec. I-VI                         |            |                                               | Încărcați imagine | Raportați eroare |
| 61817.01.01 (Cod LMI: CT-I-s-A-02665)    | Cetatea Cius de la Gârliciu - "dealul Hassarlîc" / ansamblu Cetatea Cius (Categorie: locuire civilă) (Tip: Cetate)            | sat Gârliciu, comuna Gârliciu            | dealul Hassarlîc      | sec. IV                           |            | 44°43′06″N 28°07′00″E / 44.71824°N 28.11676°E | Încărcați imagine | Raportați eroare |
| 61817.02.01 (Cod LMI: CT-I-s-A-02666)    | Tumulii de la Gârliciu / ansamblu anonim (Categorie: descoperire funerară) (Tip: Grup de tumuli)                              | sat Gârliciu, comuna Gârliciu            |                       |                                   |            | 44°45′46″N 28°08′51″E / 44.76283°N 28.14738°E | Încărcați imagine | Raportați eroare |
| 62592.02.01 (Cod LMI: CT-I-s-B-02667)    | Cetatea hallstattiană de la Gârlița - "Valea Babei" / ansamblu anonim (Categorie: locuire) (Tip: Cetate de pământ)            | sat Gârlița, comuna Ostrov               | La gura Văii Babei    | sec. VI-IV a. Chr.                |            |                                               | Încărcați imagine | Raportați eroare |
| 63027.01 (Cod LMI: CT-I-s-B-02671)       | Așezarea rurală romană de la Grădina (Categorie: locuire civilă) (Tip: așezare rurală)                                        | sat Grădina, comuna Grădina              |                       | sec. III-IV                       |            |                                               | Încărcați imagine | Raportați eroare |
| 63027.01.01 (Cod LMI: CT-I-s-B-02671)    | Așezarea rurală romană de la Grădina / ansamblu anonim (Categorie: locuire civilă) (Tip: Așezare rurală)                      | sat Grădina, comuna Grădina              |                       | sec. III-IV                       |            |                                               | Încărcați imagine | Raportați eroare |
| 63027.02.01 (Cod LMI: CT-I-m-A-02672.01) | Situl arheologic de la Grădina / ansamblu anonim (Categorie: locuire) (Tip: Grup de tumuli)                                   | sat Grădina, comuna Grădina              |                       |                                   |            | 44°33′15″N 28°25′53″E / 44.55429°N 28.43139°E | Încărcați imagine | Raportați eroare |
| 63027.02.02 (Cod LMI: CT-I-m-A-02672.02) | Situl arheologic de la Grădina / ansamblu anonim (Categorie: locuire) (Tip: Așezare)                                          | sat Grădina, comuna Grădina              |                       |                                   |            | 44°33′15″N 28°25′53″E / 44.55429°N 28.43139°E | Încărcați imagine | Raportați eroare |
| 63027.02.03                              | Situl arheologic de la Grădina / ansamblu anonim (Categorie: locuire) (Tip: Carieră de piatră)                                | sat Grădina, comuna Grădina              |                       | Hamangia                          |            | 44°33′15″N 28°25′53″E / 44.55429°N 28.43139°E | Încărcați imagine | Raportați eroare |
| 61416.01.01 (Cod LMI: CT-I-m-A-02673.05) | Situl arheologic de la Gura Dobrogei / ansamblu Peșteră (Categorie: locuire civilă) (Tip: Locuire în peșteră)                 | sat Gura Dobrogei, comuna Cogealac       |                       |                                   |            | 44°28′03″N 28°28′51″E / 44.46753°N 28.48074°E | Încărcați imagine | Raportați eroare |
| 61416.01.02 (Cod LMI: CT-I-m-A-02673.04) | Situl arheologic de la Gura Dobrogei / ansamblu Peșteră (Categorie: locuire civilă) (Tip: Locuire în peșteră)                 | sat Gura Dobrogei, comuna Cogealac       |                       |                                   |            | 44°28′03″N 28°28′51″E / 44.46753°N 28.48074°E | Încărcați imagine | Raportați eroare |
| 61416.01.03 (Cod LMI: CT-I-m-A-02673.03) | Situl arheologic de la Gura Dobrogei / ansamblu Peșteră (Categorie: locuire civilă) (Tip: Locuire în peșteră)                 | sat Gura Dobrogei, comuna Cogealac       |                       |                                   |            | 44°28′03″N 28°28′51″E / 44.46753°N 28.48074°E | Încărcați imagine | Raportați eroare |
| 61416.01.04 (Cod LMI: CT-I-m-A-02673.02) | Situl arheologic de la Gura Dobrogei / ansamblu Peșteră (Categorie: locuire civilă) (Tip: Locuire în peșteră)                 | sat Gura Dobrogei, comuna Cogealac       |                       |                                   |            | 44°28′03″N 28°28′51″E / 44.46753°N 28.48074°E | Încărcați imagine | Raportați eroare |
| 61416.01.05 (Cod LMI: CT-I-m-A-02673.01) | Situl arheologic de la Gura Dobrogei / ansamblu Peșteră (Categorie: locuire civilă) (Tip: Locuire în peșteră)                 | sat Gura Dobrogei, comuna Cogealac       |                       |                                   |            | 44°28′03″N 28°28′51″E / 44.46753°N 28.48074°E | Încărcați imagine | Raportați eroare |
| 61416.02.01 (Cod LMI: CT-I-m-B-02674.02) | Situl arheologic greco-roman de la Gura Dobrogei / ansamblu anonim (Categorie: locuire civilă) (Tip: Așezare)                 | sat Gura Dobrogei, comuna Cogealac       |                       | greco-getică sec. III - I a. Chr. |            | 44°28′14″N 28°30′53″E / 44.47055°N 28.51472°E | Încărcați imagine | Raportați eroare |
| 61416.02.02 (Cod LMI: CT-I-m-B-02674.01) | Situl arheologic greco-roman de la Gura Dobrogei / ansamblu anonim (Categorie: locuire civilă) (Tip: Așezare)                 | sat Gura Dobrogei, comuna Cogealac       |                       | sec. I-III                        |            | 44°28′14″N 28°30′53″E / 44.47055°N 28.51472°E | Încărcați imagine | Raportați eroare |
| 62592.01.01                              | Necropola de incinerație de la Gârlița / ansamblu anonim (Categorie: descoperire funerară) (Tip: necropola)                   | sat Gârlița, comuna Ostrov               |                       | sec. X - XIII                     |            |                                               | Încărcați imagine | Raportați eroare |